# Gabriele Amorth
Gabriele Amorth (1. května 1925 Modena – 16. září 2016 Řím) byl italský římskokatolický kněz a jeden z nejznámějších exorcistů své doby. Z pověření vikáře Uga Polettiho vykonával službu exorcisty v římské diecézi.
Vystudoval práva a byl členem Společnosti svatého Pavla. Jako žurnalista byl známý četnými články ve Famiglia Cristiana a řízením měsíčníku Madre di Dio. Byl členem Mezinárodní papežské mariánské akademie a zakladatelem Mezinárodní asociace exorcistů.
Skrze svou kariéru provedl tisíce exorcismů a stal se jednou z nejvíce prominentních a kontroverzních osob katolické církve moderní éry.
Vydání jeho knih o exorcismu bylo významným milníkem jak pro literární historii, tak pro vnímání exorcismu veřejností, šlo totiž o první literární díla věnující se exorcismu hlouběji určená pro veřejnost vůbec.

## Dílo
- AMORTH, Gabriele. Exorcista vypráví. Překlad Angelo Scarano. Kostelní Vydří: Karmelitánské nakladatelství, 2000. 141 stran. ISBN 80-7192-494-6.
- AMORTH, Gabriele. Exorcisté a psychiatři. Kostelní Vydří: Karmelitánské nakladatelství, 2006. 254 stran. ISBN 80-7192-981-6.
- AMORTH, Gabriele. Mariánské inspirace. Kostelní Vydří: Karmelitánské nakladatelství, 2008. 143 stran. ISBN 978-80-7195-168-1.
- AMORTH, Gabriele, ZANINI, Roberto Italo a ZANINI, Roberto Italo. Mocnější než zlo: jak rozpoznávat a přemáhat zlého ducha a vyhýbat se mu. 1. vyd. Praha: Paulínky, 2011. 310 stran. Pod povrch. ISBN 978-80-7450-022-0.
- AMORTH, Gabriele. Otec Pio: světcův krátký životopis. Kostelní Vydří: Karmelitánské nakladatelství, 2005. 129 stran. Duchovní život; 73. ISBN 80-7192-902-6.
- AMORTH, Gabriele. S růžencem v ruce. Překlad Jaroslav Brož. První vydání. Praha: Paulínky, 2017. 158 stran. Modlitby a myšlenky. ISBN 978-80-7450-253-8.
- AMORTH, Gabriele. Spomienky exorcistu: môj život v boji proti satanovi. Vyd. 1. Stará Ľubovňa: SALI-FOTO, 2012. 235 stran. ISBN 978-80-89605-00-2.
- AMORTH, Gabriele. Vítězit Boží mocí: vzpomínky známého exorcisty. Kostelní Vydří: Karmelitánské nakladatelství, 2012. 159 stran. Orientace; sv. 43. ISBN 978-80-7195-576-4.
- AMORTH, Gabriele. Za jedním úsměvem: blahoslavená Alexandrina Maria de Costa. Olomouc: Matice cyrilometodějská, 2009. 119 stran. ISBN 978-80-7266-303-3.
- AMORTH, Gabriele. Zář pravdy: katecheze P. Gabriela Amorta nad encyklikou Jana Pavla II. Veritatis splendor na setkání v Colle Don Bosco 11. října 2003. Olomouc: Matice cyrilometodějská, 2004. 15 stran. ISBN 80-7266-178-7.
- AMORTH, Gabriele. Zlí duchové a exorcismy. Kostelní Vydří: Karmelitánské nakladatelství, 2014. 53 stran. Katecheze do kapsy; sv. 7. ISBN 978-80-7195-740-9.
- AMORTH, Gabriele a RODARI, Paolo. Znamenie exorcistu: farár, ty nič nevieš!. Bratislava: DON BOSCO, 2013. 223 stran. ISBN 978-80-8074-195-2.